# Голу Грабичина (Бузау)
Голу Грабичина (рум. Golu Grabicina) насеље је у Румунији у округу Бузау у општини Скорцоаса. Oпштина се налази на надморској висини од 423 m.

## Становништво
Према подацима из 2002. године у насељу је живело 375 становника, од којих су сви румунске националности.